# Condado de DeKalb (Tennessee)
O Condado de DeKalb é um dos 95 condados do Estado americano do Tennessee. A sede do condado é Smithville, e sua maior cidade é Smithville. O condado possui uma área de 852 km² (dos quais 63 km² estão cobertos por água), uma população de 17 423 habitantes, e uma densidade populacional de 22 hab/km² (segundo o censo nacional de 2000). O condado foi fundado em 1837 e o seu nome é uma homenagem a Johann de Kalb (1721-1780), militar alemão que foi major-general no Exército Continental durante a Guerra da Independência dos Estados Unidos.
O condado possui o quinto maior número de suicídios per capita do país[carece de fontes?].